# Ecuación de Simon-Glatzel
La ecuación de Simon-Glatzel es una correlación empírica que describe la dependencia de la presión de la temperatura de fusión de un sólido. La dependencia de la presión de la temperatura de fusión es pequeña para pequeños cambios de presión porque el cambio de volumen durante la fusión o fusión es bastante pequeño. Sin embargo, a presiones muy altas, generalmente se observan temperaturas de fusión más altas, ya que el líquido generalmente ocupa un volumen mayor que el sólido, lo que hace que la fusión sea termodinámicamente desfavorable a presión elevada. Si el líquido tiene un volumen más pequeño que el sólido (como en el caso del hielo y el agua líquida), una presión más alta conduce a un punto de fusión más bajo.

## La ecuación
{\displaystyle T_{M}=T_{Ref}\left({\frac {P_{M}-P_{Ref}}{a}}+1\right)^{\frac {1}{c}}}
TRef y PRef son normalmente la temperatura y la presión del punto triple, pero la temperatura de fusión normal a la presión atmosférica también se usa comúnmente como punto de referencia porque el punto de fusión normal es mucho más accesible. Por lo general, PRef se establece en 0. a y c son parámetros ajustables y específicos del componente.

## Parámetros de ejemplo

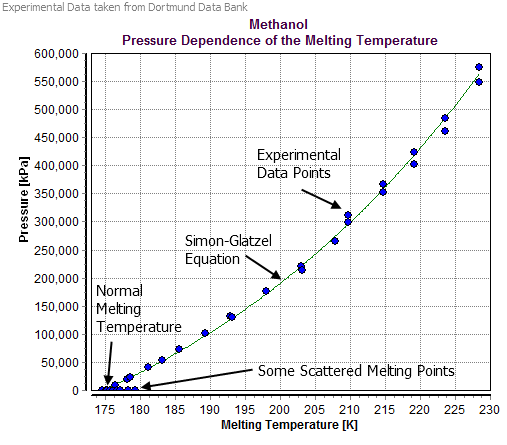
Temperatura de fusión del metanol frente a la presión

Para el metanol se pueden obtener los siguientes parámetros:
| a    | 188158  | kPa |
| a    | 188.158 | MPa |
| c    | 5.15905 |     |
| Tmin | 174.61  | K   |
| Tmax | 228.45  | K   |
| Pmax | 575000  | kPa |
| Pmax | 575.000 | MPa |

La temperatura de referencia ha sido TRef = TM = 174.61 K y la presión de referencia PRef se ha establecido en 0 kPa.
El metanol es un componente donde el Simon-Glatzel funciona bien en el rango de validez dado. La ecuación de Simon-Glatzel no se puede usar si la curva de fusión está cayendo o tiene máximos.